# پندار خدا
پندار خدا یا توهم خدا (به انگلیسی: The God Delusion) کتاب غیرداستانی پرفروش در سال ۲۰۰۶، نوشتهٔ زیست‌شناس بریتانیایی، ریچارد داوکینز است. داوکینز عضو آکادمی پادشاهی علوم و ادبیات بریتانیا است و در گذشته کرسی تدریس «فهم عمومی علم» در دانشگاه آکسفورد را داشته‌است.
ریچارد داوکینز، در کتاب توهم خدا بیان می‌کند که خالقی فراطبیعی وجود ندارد و باور به خدا، باوری غلط، بی‌معنی و در تضاد با تمام شواهد موجود است. داوکینز به دیدگاه رابرت پیرسیگ عقیده دارد که می‌گوید:
 هنگامی که کسی دچار توهم می‌ شود، او را دیوانه خطاب می‌کنند. هنگامی که افراد بسیاری دچار یک توهم می‌شوند، مؤمن خوانده می‌شوند.
تا ماه نوامبر سال ۲۰۰۷، نسخهٔ اصلی (انگلیسی) کتاب به فروش ۱٫۵ میلیون نسخه دست یافت و به ۳۱ زبان دنیا ترجمه شد. همچنین این کتاب در نوامبر ۲۰۰۶ در رده دوم کتاب‌های پرفروش آمازون بود. در اوایل دسامبر ۲۰۰۶، به رتبهٔ چهارم کتاب‌های غیرداستانی پرفروش نیویورک تایمز دست یافت و تا ۳۰ سپتامبر ۲۰۰۷، در فهرست پرفروش‌ها باقی ماند. این اثر از یکسو مخاطبان زیادی را به سمت خود جلب کرد و از سوی دیگر منتقدانی نیز داشت.
این کتاب توسط فرزام با عنوان «پندار خدا» به فارسی ترجمه شده‌است. ترجمهٔ دیگری از همین کتاب توسط تهرانی، جامعه‌شناس و نظریه‌پرداز سیاسی با اصلاح و اضافه کردن بخش‌های حذف شدهٔ ترجمهٔ فرزام با عنوان «توهم خدا» گردآوری شده‌است.

## پیش‌زمینه
داوکینز در کتاب‌های پیشین خود که در مورد فرگشت بود علیه خلقت‌گرایی (creationism) مطلب نوشته بود. موضوع اصلی کتاب ساعت‌ساز نابینا که در سال ۱۹۸۶ منتشر شد، این بود که فرگشت قادر به توضیح توهم طراحی در طبیعت است. در کتاب پندار خدا او به‌طور دقیق‌تر به برهان‌هایی پرداخته‌است که برای وجود و عدم وجود خدا مطرح می‌شوند.
داوکینز برای مدت‌ها خواهان نوشتن کتاب عمومی ضد دین بود ولی با مخالفت ناشر روبه‌رو شد. سرانجام در سال ۲۰۰۶ ناشر داوکینز این ایده را پذیرفت. داوکینز این تغییر عقیده را نتیجهٔ «چهار سالِ جرج بوش» می‌داند. تا آن زمان شماری از نویسندگان مانند سام هریس، کریستوفر هیچنز و داوکینز (که رابرت‌ویتزل آنان را «تثلیث نامقدس» می‌نامد) کتاب‌هایی منتشر کرده‌ بودند که آشکارا ضد دین بودند. این کتاب‌ها همگی پرفروش بودند و عکس‌العمل پیروان ادیان را سبب شدند. طبق گزارش سایت آمازون این کتاب باعث افزایش پنجاه‌ درصدی فروش کتاب‌های مربوط به دین (کتاب‌های ضددین مانند: پندار خدا، خدا بزرگ نیست) و همچنین  افزایش ۱۲۰ درصدی فروش انجیل نیز شد.

## خلاصه
کتاب تشکیل‌شده از ده بخش است. چند بخش نخست به این می‌پردازد، که چرا احتمالاً خدایی نیست؛ و بخش‌های بعدی موضوعات مربوط به دین و اخلاقیات را بررسی می‌کند. کتاب به دوست قدیمیِ داوکینز، داگلاس آدامز تقدیم شده و با این گفتار از وی همراه است:
 آیا برای اینکه ببینیم باغ زیباست باید باور کنیم که پریانی هم ته باغ هستند؟
در مقدمهٔ پندار خدا، داوکینز چهار پیام اصلی «آگاهی‌بخشِ» کتاب را چنین بیان می‌کند:

1. خداناباوران می‌توانند زندگی شاد، سرشار، متعادل، و پرباری از لحاظ فکری داشته‌باشند.
2. انتخاب طبیعی و دیگر نظریه‌های علمی بهتر از «فرضیهٔ وجود خدا» به کار تبیین جهان جانداران و چه‌بسا کل کیهان می‌آیند.
3. نباید کودکان را به کیش والدین‌شان دانست و بر آن‌ها برچسب دین خاصی زد. اصطلاحاتی مثل «بچه کاتولیک» یا «بچه مسلمان» باید منزجرکننده محسوب شوند.
4. بی‌خدایان باید به بی‌خدایی خود مفتخر باشند نه شرمنده؛ زیرا بی‌خدایی فرد نشانهٔ صحت و استقلال ذهن اوست.

## درون‌مایه

### یک کافر عمیقاً دین‌دار:
او فصل اول کتابش را با توضیح این نکته آغاز می‌کند که: بسیاری از مفسران، شور و شوق او به علم را نوعی ایمان دینی می‌نامند؛ اما می‌پرسد: «آیا دین کلمهٔ مناسبی برای این شوق است؟» و می‌گوید: این حیرت سرشار از احترام در برابر پیچیدگی طبیعت اساس نگرشی است که می‌توان آن را «دین اینشتینی» خواند؛ زیرا اینشتین واژهٔ «خدا» را به‌عنوان استعاره‌ای برای طبیعت و سرشت رازآمیز کیهان به‌کار می‌برد. اما داوکینز متأسف است که بسیاری از دانشمندان «خدا» را به معنای استعاری همه خدا انگارانه (وحدت وجودی، پانتئیستی) و شاعرانه توصیف می‌کنند که این امر سبب سردرگمی‌ها و بدفهمی‌های فراوان می‌شود.
داوکینز تأکید می‌کند که نقد او به خداباوری، متوجه باور به خالقی فراطبیعی است که «شایستهٔ پرستش باشد». البته او نگرش اینشتینی را محترم می‌شمارد، اما هیچ حرمتی برای ادیان سنتی قائل نیست. به نظر داوکینز، ادیان در برابر انتقاد مصونیتی یافته‌اند که شایستگی‌اش را ندارند. او دیدگاهش را با نقل قولی از داگلاس آدامز شرح می‌دهد:
 دین ایده‌های خاصی در بطن خود دارد که مقدّسات، محرّمات یا مانند آن نامیده می‌شوند و معنای مقدّس و مُحَرَّم بودن این است که شما نباید یک کلمه حرف بد در مورد این ایده‌ها یا انگاره‌ها بزنید. مبادا چنین کنید. چرا نباید؟ چون که نباید. اگر کسی به حزبی رأی دهد که شما مخالف آن باشید، هرقدر بخواهید می‌توانید به او انتقاد کنید، بی‌آن‌که کسی برنجد. اما در مورد دین، اگر کسی بگوید به لحاظ شرعی من نباید یکشنبه‌ها چراغی روشن کنم، شما صرفاً باید بگوئید به اعتقادتان احترام می‌گذارم.
داوکینز در ادامه چندین مثال دیگر مطرح می‌کند که در آن‌ها به دین، موقعیتی استثنایی اعطا شده‌است. مواردی مانند قبول عذر کسانی که به خاطر «عذر شرعی» از خدمت سربازی خودداری می‌کنند، استفاده از تعبیرهای «خوشایندگو» در مورد مجادلات مذهبی، معافیت‌های گوناگون مالیاتی برای فعالیت‌های مذهبی، و بلوای کاریکاتورهای محمد.

### فرضیهٔ وجود خدا:
فصل دوم کتاب با تشریح یهود، خدای عهد عتیق آغاز می‌شود که به نظر داوکینز:
 نامطبوع‌ترین شخصیت داستانی دنیا است: حسود است و به حسادت خود افتخار می‌کند، هیولای بی‌انصافِ کوردل و انتقام‌جوی خونخواری است که پاکسازی قومی می‌کند، زن‌ستیز است و از همجنس‌گرایان نفرت دارد. کودک‌کشی، نسل‌کشی و پسرکشی می‌کند، قدرت‌پرستی است که طاعون می‌فرستد. سادومازوخیستی است بدنهاد، بلهوس و ستمکار.
در ادامه چنین استدلال می‌کند که فرضیهٔ وجود خدا (اینکه موجود فراطبیعی و فراانسانی هوشمند است که به ارادهٔ خود دنیا و مافیها، از جمله خود ما را طراحی و خلق کرده‌است) یک نظریهٔ علمی دربارهٔ جهان است. نظریه‌ای که باید با شک بدان پرداخت همان گونه که به نظریه‌های دیگر می‌پردازیم. به همین دلیل داوکینز استدلال می‌کند که با استفاده از مفهوم تعالیم ناهمپوشان (دین و علم را حیطه‌هایی جداگانه انگاشتن) که استیفن جی گولد پیشنهاد داده‌است، نمی‌توان الهیات را از انتقاد مصون داشت. داوکینز مخالف اگنوستیسیم بی‌طرفانه است که می‌گوید در مورد احتمال وجود خدا، هیچ اظهار نظری نمی‌توان کرد. به علاوه او با پیروی از برتراند راسل استدلال می‌کند که گرچه «نمی‌توانید عدم وجود خدا را ثابت کنید»، اما عدم وجود قوری پرنده را هم نمی‌توانید ثابت کنید، و مانند آن، عدم وجود اسب تک شاخ صورتی نامرئی، هیولای اسپاگتی پرنده، و پری دندان را هم نمی‌توانید ثابت کنید؛ بنابراین، ناتوانی در اثبات عدم وجود خدا هیچ دلیلی برای باور به وجود آن نیست بلکه، به نظر داوکینز، زحمت اثبات، همواره بر دوش مدعی وجود خداست.

### برهان‌های وجود خدا:
در فصل سوم، داوکینز به برهان‌های اصلی مدافع وجود خدا می‌پردازد. او «پنج اثبات» توماس آکویناس را مورد بحث قرار می‌دهد و استدلال می‌کند که سه برهان نخست آن به دور باطل می‌انجامند؛ و 
 به هیچ‌وجه معلوم نیست که بتوان با توسل به مفهوم خدا به‌طور طبیعی به این سیر قهقرایی خاتمه داد.
 او پیشنهاد می‌کند که برهان چهارم آکویناس (برهان مراتب) به مانند ایراد ثقیلی از «یک متفرعن متعفن بی‌همتا» سبکسرانه است. او برهان پنجم را، که «برهان نظم» است، به فصل بعد موکول می‌کند که در آن به تشریح نظریه فرگشت [تکامل] می‌پردازد و توسط آن برهان صُنع را رد می‌کند.
او «برهان هستی‌شناسی» آنسلم قدیس را «به زبان کوچه و بازار» برمی‌گرداند و اساساً با اتکا به همان ایراد کلاسیک کانت، این برهان را نیز رد می‌کند. او «برهان زیبایی» را هم با این استدلال که «این برهان توسط مدافعانش تصریح و تدقیق نشده» رد می‌کند. دربارهٔ «برهان تجربهٔ شخصی»، داوکینز یادآور می‌شود که برخی از این تجارب ناشی از توهمات‌اند، و چه بسا همگی زادهٔ پندار باشند. در مورد «برهان اعجاز اناجیل» او معتقد است که انجیل‌ها «افسانه‌های باستانی» هستند. دربارهٔ «برهان دانشمندان دیندار» خاطرنشان می‌کند که چنین دانشمندانی در اقلیت هستند. در نقد برهان «پاسکال قمارباز»، او این فرض را به چالش می‌گیرد که اگر کسی ایمان بیاورد، خدا او را به صِرف ایمانش پاداش می‌دهد و نه به خاطر فضایل یا حقیقت‌جویی او. داوکینز می‌پرسد: «آیا خدا نباید شکاکیت شجاعانهٔ راسل را بیش از قماربازی منفعت‌طلبانهٔ پاسکال ارج نهد؟» در پایان فصل، داوکینز به «برهان‌های بایسی» می‌پردازد که کسانی مانند «استفن آنوین» پیش می‌نهند و احتجاج می‌کند که این برهان‌ها «نعل وارونه می‌زنند».

### چرا به احتمال قریب به یقین خدایی وجود ندارد؟
در فصل چهارم، داوکینز به شرح فرگشت توسط انتخاب طبیعی می‌پردازد تا نادرستی برهان نظم را نشان دهد. او استدلال می‌کند که توضیح وجود خالق عالم سخت‌تر از توضیح پدیده‌هایی است که قرار است با فرض وجود چنان خالقی تبیین شوند. داوکینز منظور خود را با این تمثیل بیان می‌کند که هر نظریه‌ای در مورد وجود کیهان باید همچون «جرثقیل انتخاب طبیعی» باشد و نه «قلاب فضایی» خلقت که فقط مسئله را معلق می‌سازد. او برهان نامحتملیِ وجود خدا را به کار می‌گیرد، و با طرح اصطلاح «گشایش بوئینگ ۷۴۷ غائی» استدلال می‌کند که «خدا به احتمال قریب به یقین وجود ندارد». زیرا «هر قدر ایجاد [چنین] موجودی از نظر احتمالات بعید باشد، وجود سازندهٔ این موجود نیز دست کم همان قدر بعید است. خدا سازندهٔ بوئینگ ۷۴۷ غائی است.»

«بوئینگ ۷۴۷» اشاره‌ای است به جملهٔ فرِد هویل که گفته بود «احتمال ایجاد حیات بر زمین بیش از این احتمال نیست که تندبادی بر یک انبار اوراقی بوزد و از آن قراضه‌ها یک بوئینگ ۷۴۷ بسازد.» ایراد داوکینز به این مدعا این است که 
 این مدعی مقدمات انتخاب طبیعی را هم نمی‌داند.
 یک درون مایهٔ عام در کتاب داوکینز این است که سبب تکامل حیات، انتخاب طبیعی بوده نه بخت و اقبال، و پیچیدگی خیره‌کنندهٔ جانداران شاهدی بر وجود یک یا چند خالق نیست. سپس، او با ذکر نمونه‌هایی از موارد ظاهراً طراحی شده استدلال خود را پی می‌گیرد. در پایان فصل نتیجه می‌گیرد که گشایش «۷۴۷ غائی» برهانی کاملاً قوی علیه وجود خداست، و هنوز چشم انتظار است تا «پس از دعوت‌ها و فرصت‌های فراوان، بالأخره الهی‌دانی یافت شود که پاسخی قانع‌کننده به این برهان بدهد.» و سپس از دنیل دنت فیلسوف نقل قول می‌کند که این برهان را «ردّی ردناپذیر» بر وجود خدا می‌خواند که از دو قرن پیش مطرح است.

### ریشه‌های دین:
در فصل پنجم داوکینز به بحث ریشه‌های دین و به این پرسش می‌پردازد که چرا ادیان در همهٔ فرهنگ‌های بشری وجود دارند. او حامی «این نظریه است که دین یک محصول جانبی تصادفی - یک کجروی در چیزی سودمند» بوده‌است، و گمان می‌کند که چه بسا نظریهٔ مم‌ها، و به ویژه استعداد آدمیان برای پذیرش مِم‌های دینی، بتواند توضیح دهد که چرا به نظر او دین می‌تواند مانند «ویروس ذهنی» چنین در میان جوامع شایع شود.
داوکینز معتقد است بین ایمان به معنای عام و ایمان تندروان مذهبی نباید فرقی گذشت. به عقیده داوکینز مذهب میانه‌رو «بارعام» به تندروی مذهبی می‌دهد. در مقابل گفته می‌شود که این مسئله در مقابل مدارا است که در گذشته هم مذهبیون میانه‌رو و هم سکولارها رعایت می‌کردند.

### ریشه‌های اخلاق: چرا ما خوب هستیم؟
در فصل ۶، داوکینز توجه خود را معطوف اخلاقیات می‌کند، و استدلال می‌کند که ما برای خوب بودن نیازی به دین نداریم. در عوض، به باور او اخلاق ما منشأ داروینی دارد: ژن‌های دگرخواه در خلال فرایند فرگشت انتخاب شده‌اند، و ما به‌طور طبیعی واجد نوع‌دوستی هستیم.

### کتاب خوب و تغییر زایتگایست اخلاقی:
مضمون فصل هفتم نیز اخلاقیات است، و در آن احتجاج می‌شود که یک روح زمانه اخلاقی هست که در جوامع تکامل می‌یابد. روح جهانی اغلب در تعارض با اخلاقیات دینی است، که به نظر داوکینز عمدتاً محقر و ددمنشانه هستند. او نمونه‌هایی از اخلاقیات انجیلی را ذکر می‌کند تا آنچه را که بربریت بیشتر اخلاقیات دینی می‌داند، نشان دهد.
به عنوان مثال داوکینز ادعا می‌کند که محبت مورد اشاره عیسی صرفاً از دایره هم کیشان یهودی بیرون نرفته‌است و بدین ترتیب ادعا می‌کند مذهب مروج محبت بدون شرط به همنوعان نیست. نویسنده کتاب فرشته داروین، متذکر می‌شود که این دقیقاً خلاف روایات تاریخی به جای مانده از پیام مسیح است که در عهد جدید آمده‌است.
داوکینز مدعی است اگرچه مارتین لوتر کینگ مسیحی بود، ولی فلسفه نافرمانی مدنی غیر خشونت‌طلبانه خود را مستقیماً از گاندی گرفته بود و از آنجا نقش مذهب را زیر سؤال می‌برد. در مقابل اریک ریتان با استناد به بخشی از کتاب زندگی‌نامه کینگ معتقد است داوکینز دچار اشتباه بدی در ارزیابی شده‌است:
جنبش نافرمانی مدنی حرکتی بود که "مسیح در آن روحیه و انگیزه ایجاد کرد و گاندی تأمین‌کننده روش آن بود."
وی همچنین به بخش‌هایی از گفته‌های کینگ اشاره می‌کند که در آن بر نقش خدا به عنوان نیروی آرامش‌بخش درونی تأکید شده‌است.

### اشکال کار دین کجاست؟ این همه دشمنی چرا؟
سپس، در فصل هشتم، داوکینز به این پرسش پاسخ می‌دهد که چرا چنین احساسات خصمانه‌ای نسبت به دین دارد. او با ذکر مثال‌هایی استدلال می‌کند که دین بر سر راه علم مانع‌تراشی می‌کند، تعصب را تقویت می‌کند، تنگ‌نظری نسبت به همجنس‌گرایان را تشویق می‌کند، و اثرات منفی دیگری نیز بر جامعه دارد؛ مثلاً واعظان مسیحی جنوب آمریکا بردگی سیاهان را با رجوع به انجیل توجیه می‌کردند، به این ترتیب که سیاهان را از نسل فرزندان گناهکار ابراهیم می‌دانسته‌اند. در خلال جنگ‌های صلیبی، کافران و مشرکانی را که به مسیحیت نمی‌گرویدند می‌کشتند، و نمونه‌های دیگر که ذکر شده‌است. در پاسخ به این ادعا که دین در مقابل علم مانع‌تراشی می‌کند، دیوید برلینکسی به یکی از آیات قرآن اشاره می‌کند که در آن آمده «در تبدیل شب و روز به یکدیگر درس‌هایی می‌توان آموخت». او به این گفته تاریخ‌نگار مشهور دیوید کینگ اشاره می‌کند که گفته بود «انجام جنبه‌های متنوعی از آداب و عبادات مذهبی به مدد فرایندهای علمی انجام شده‌است» و نتیجه می‌گیرد رابطهٔ مستقیمی بین تعهد مذهبی و به دنبال علم رفتن وجود دارد.
داوکینز مدعی است مذهب نهایتاً به تراژدی تبدیل می‌شود. در مقابل، مایکل شرمر می‌نویسد:
برای هر یک دانه از این تراژدی‌ها، ۱۰ هزار عمل خیرخواهانه و انسان‌دوستانه وجود دارد که ثبت نمی‌شود… مذهب، مانند هر مکتب اجتماعی که عمق تاریخی و تأثیر فرهنگی دارد، قابل تقلیل به مطلق خوب یا مطلق بد نیست.
داوکینز از عملیات‌های انفجاری نام می‌برد و می‌نویسد اگر تعبد مذهبی وجود نداشت می‌شد شرط خوبی بست که دیگر عملیات استشهادی دیگری نمی‌بود. در حالی که رابرت پیپ با مطالعهٔ همهٔ عملیات‌های شهادت‌طلبانه از سال ۱۹۸۰، نتیجه می‌گیرد ایمان مذهبی (از هر نوعش) نه لازم و نه کافی برای خلق این انفجارها است. پیپ معتقد است انگیزهٔ اصلی سیاست است.

### کودکی، سوءاستفاده، و گریز از دین:
فصل نهم کتاب به این بحث اختصاص یافته که یک زیان دیگر دین، تلقین ایدئولوژی و تعصب به کودکان است. به اعتقاد داوکینز تعلیم آموزه‌های دینی در مدارس مذهبی به کودکان، به مثابهٔ «سوءاستفادهٔ ذهنی» والدین از کودکان است. او از مردم می‌خواهد که هرگاه کسی از «بچه مسلمان» یا «بچه کاتولیک» صحبت کرد، رو در هم کشند، و از خود بپرسند چطور یک کودک را می‌توان چنان رشدیافته تلقی کرد که بتواند دیدگاه‌های مستقلی در مورد کیهان و جایگاه انسان در آن داشته باشد.
برخی نویسندگان با تحسین این حرف داوکینز که تربیت کودک باید بر اساس روش‌های علمی و منطقی باشد، متذکر این مسئله شده‌اند که با تکیه بر دانش نمی‌توان به نفع هیچ‌کدام از اعتقادات مذهبی یا خدا ناباوری نظر داد. علاوه بر این با ذکر مثال به شباهت‌های هستهٔ اصلی روش‌های تربیتی مورد پیشنهاد کتاب‌های تربیت کودک مسیحی و آتئیست همچون تأکید بر صداقت و فروتنی اشاره کرده‌اند.
این سؤال اینجا مطرح می‌شود که از چه سنی آموزش علمی در مدارس باید به کودکان صورت گیرد. آیا نباید به کودک اجازه داد بعد از بلوغ خود انتخاب کند که معرفت علمی و آموزش دیدن تحت سلطهٔ نظام آموزشی را بپذیرد یا نه؟ در هر صورت هر صبح بیدار شدن و مدت قابل توجهی عمر گرانمایه را صرف امری کردن که کودک پذیرش آگاهانه ای از قبول تحصیل آن ندارد بیشتر از آموزه‌های دینی در مقاطع کوتاه ظالمانه می‌نماید.

### یک خلأ ناگزیر:
در فصل پایانی داوکینز این پرسش را مطرح می‌کند که آیا دین، به رغم تمام مشکلاتش پرکنندهٔ «یک خلأ ناگزیر» است؟ آیا مردم برای هدایت و تسلی محتاج دین هستند؟ به نظر داوکینز، این خلاءها را می‌توان به شیوه‌های غیردینی مانند آموزش فلسفه و علم پر کرد. او احتجاج می‌کند که برخلاف جهان‌بینی بی‌خدا، که بسی به زندگی آری-گو است، پاسخ‌های دین به رازهای زندگی کاملاً از این مهم قاصر هستند. اریک ریتان با ذکر نقل و قولی از داوکینز که به قدرت تسلی‌بخشی مذهب اقرار دارد، وی را به تأمل در این مطلب فرا می‌خواند که چرا چنین نقشی برای مذهب در طول تاریخ بشر حفظ شده‌است.

### ضمیمهٔ کتاب:
مخاطب ضمیمهٔ کتاب کسانی هستند که «برای رهایی از دین نیازمند یاری هستند.»

## بازتاب در ترکیه

تصویر نسخهٔ ترکی کتاب پندار خدا

در ترکیه حدود ۶۰۰۰ نسخه از کتاب فروش رفته بود که در نوامبر ۲۰۰۷ شکایتی مبنی بر «حمله به ارزش‌های مقدس» علیه کتاب مطرح شد و کتاب مورد تحقیق قرار گرفت. ناشر و مترجم ترک، ارول‌کارسلان به جرم برانگیختن بیزاری دینی به زندان محکوم شد. ولی در آوریل ۲۰۰۸ دادگاه متهمان را تبرئه کرد. در مورد مصادرهٔ کتاب، ناظر دادگاه بیان کرد که قدغن کردن آن «به‌طور اساسی آزادی اندیشه را محدود خواهد کرد.»

## ترجمه به فارسی

تصویر نسخهٔ فارسی کتاب پندار خدا

کتاب پندار خدا با نام «پندار خدا» توسط «ا. فرزام» تا نوامبر ۲۰۰۷ تقریباً به‌طور کامل (به استثنای دو بخش) به فارسی ترجمه شد؛ ولی به علت عدم امکان انتشار در ایران، تنها در نگارش الکترونیک، به شکل پی‌دی‌اف تکثیر شده‌است.
اصلاح شدهٔ کتاب «پندار خدا»، به همراه ترجمهٔ بخش‌های حذف شده و مقدمهٔ نویسنده کتاب بر چاپ جلد شومیز، در کتاب «توهم خدا» توسط «م. تهرانی» گردآوری شده‌است.

## جوایز
داوکینز برای «توهم خدا» در سال ۲۰۰۷، به عنوان "نویسنده سال" در جوایز کتاب بریتانیا انتخاب شد . بنیاد «جووردانو برونو» جایزه "دشنر" سال ۲۰۰۷ را به داوکینز به دلیل سهمی برجسته در تقویت تفکر سکولار، علمی و انسان گرایانه در کتابش اعطا کرد.

## واکنش‌ها
این کتاب واکنش موافقان و مخالفان بسیاری را در پی داشت. به دنبال وارد شدن داوکینز به حوزهٔ فلسفه و الهیات، گروهی از متفکران به او انتقادهایی را وارد نمودند. این افراد، الهی‌دانان مسیحی، فیلسوفان، و بعضاً برخی از خداناباوران و شک‌گرایان بودند.
- وب سایت علمی متاکریتیک گزارش داد که این کتاب دارای نمرهٔ متوسط ۵۹ از ۱۰۰ است.[۴۴]
- مجله پراسپکت که سال قبل از انتشار کتاب پندار خدا، داوکینز را در زمره سه شخصیت روشنفکر برتر معرفی کرده بود، در تغییر موضعی قابل توجه در مقاله‌ای به قلم اندرو براون این کتاب را بی‌دقت و غیرمنسجم خواند.[۴۵]
- دیوید بنتلی هارت، دین‌شناس ارتدوکس شرقی می‌گوید: «داوکینز چندین صفحه از کتابش را به استدلال‌های توماس آکویناس اختصاص داده‌است اما هرگز فکر نکرده‌است که از آثار برخی از محققان و فیلسوفان برجستهٔ دیگر که استدلال‌هایی از این دست آورده‌اند بهره ببرد.»[۴۶]
- ژورنال فلسفه فرگشتی، در مقاله‌ای به قلم رابرت استوارت، داوکینز را متهم به این می‌کند که مفاهیم سؤال‌برانگیز را با واژه‌های علمی می‌پوشاند تا به آن‌ها چهره موجه بدهد. او به این مسئله اشاره می‌کند که داوکینز مبحث «تکامل کیهانی» را در لوای تکامل زیست‌شناسی به خواننده القا می‌نماید؛ بدون اینکه ذره‌ای دلیل برای اثبات آن بیاورد.[۴۷]
- آلیستر مک گراث، دین‌شناس دانشگاه آکسفورد (نویسنده کتاب توهم داوکینز؟ و خدای داوکینز) استدلال می‌کند که داوکینز از الهیات بی اطلاع است پس نمی‌تواند با این شجاعت دین و ایمان را به چالش بکشد.[۴۸]
- الوین پلانتینگا، در مقاله‌ای در نقد کتاب پندار خدا با تأیید این امر که داوکینز یک نویسنده با استعداد در زمینه‌های علمی است می‌نویسد: «با وجود اینکه این کتاب پندار خدا در اصل فلسفی است، داوکینز فیلسوف نیست. او یک زیست‌شناس است. واقعیت این است که بسیاری از استدلال‌های او در کلاس درس فلسفه نمره قبولی نمی‌گیرند.»[۴۹] او در ادامه به یکی از این نوع استدلال‌های اشتباه داوکینز اشاره می‌کند:

ما هیچ ایراد انکار ناپذیری در مورد امکان پذیر بودن p نمی دانیم؛ بنابراین p درست است!
بسیاری از مدافعان داوکینز اما، می‌گویند که منتقدان عموماً منظور واقعی او را اشتباه فهمیده‌اند. داوکینز استدلال می کند که «وجود خدا یک فرضیه علمی است مانند دیگر فرضیه‌ها».
دیوید نیکولز، نویسنده و رئیس بنیاد "آتئیسم استرالیا" طی مناظره ای در رادیو۳ هنگ کنگ، عقاید داوکینز مبنی بر اینکه «مذهب جنبه‌ای "غیرضروری" از مشکلات جهانی است» را تکرار کرد.
داوکینز همچنین در مصاحبه‌ای با مجله تایم گفت:
من فکر می‌کنم که اصل استفان جی گولد یک ترفند کاملاً سیاسی برای جذب مذهبی‌های میانه‌رو به میدان علم بود. اما این یک ایده بسیار پوچ است. مکان‌ های زیادی وجود دارد که دین از میدان علمی دوری می‌کنند. هر گونه اعتقاد به معجزه نه تنها با حقایق علم بلکه با روح علم در تضاد آشکار است.
مارتین ریس، اخترفیزیکدان، عنوان کرده بود که حمله داوکینز به جریان اصلی دین مفید نیست. داوکینز در دفاع از خود، با توجه به ادعای او در کتابش «سکوتگاه کیهانی ما»، مبنی بر اینکه «چنین پرسش‌هایی فراتر از علم است؛ با این حال، آنها از فلسفه دینی و روحانیون هستند» می‌پرسد: «روحانیون چه تخصص‌هایی می‌توانند برای پرسش‌های عمیق کیهان‌شناختی بیاورند که دانشمندان نمی‌توانند؟»
در جای دیگر، داوکینز می‌گوید: 
«این تفاوت‌ها در تمام جهان وجود دارد؛ تفاوت بین اعتقادی که فرد آماده دفاع از آن با استناد به شواهد و منطق است، و اعتقاد فردی که چیزی جز سنت، مرجعیت یا وحی از آن پشتیبانی نمی‌کند!»
چندین کتاب هم در مخالفت و یا در پاسخ به «توهم خدا» نوشته شده‌است. از جمله کتاب آلیستر مک‌گراث با نام «پندار داوکینز؟» و کتاب «خدا توهم نیست» نوشتهٔ توماس کرین.

لیست کتاب‌ها:
الوین پلانتینگا The Dawkins Confusion
Anthony Kenny Knowledge Belief and Faith
تامس نیگل The Fear of Religion
مایکل روس Chicago Journals Review
ریچارد سوئین‌برن Response to Richard Dawkins
John Cornwell A Question of Respect
آلیستر مکگرات The Dawkins Delusion
H. Allen Orr A Mission to Convert
تری ایگلتون London Review of Books Lunging, Flailing, Mispunching:
آنتونی فلو The God Delusion Review - Dawkins response
Murrough O'Brien of ایندیپندنت Our Teapot which art in heaven Dawkins responds:
مارلین رابینسون The God Delusion Review, Harper's Magazine 2006